# Physcomitrium brevirostre
Physcomitrium brevirostre är en bladmossart som beskrevs av Brotherus 1900. Physcomitrium brevirostre ingår i släktet huvmossor, och familjen Funariaceae. Inga underarter finns listade i Catalogue of Life.